# Urška Žigart
Urška Žigart (Slovenska Bistrica, 4 december 1996) is een Sloveense wielrenster die sinds 2025 voor AG Insurance-Soudal rijdt.

## Carrière
Ze reed sinds 2015 bij de Sloveense wielerploeg BTC City Ljubljana en stapte in 2020 samen met de sponsor en enkele rensters over naar Alé BTC Ljubljana. Vanaf 2021 kwam ze uit voor het Australische Team BikeExchange.

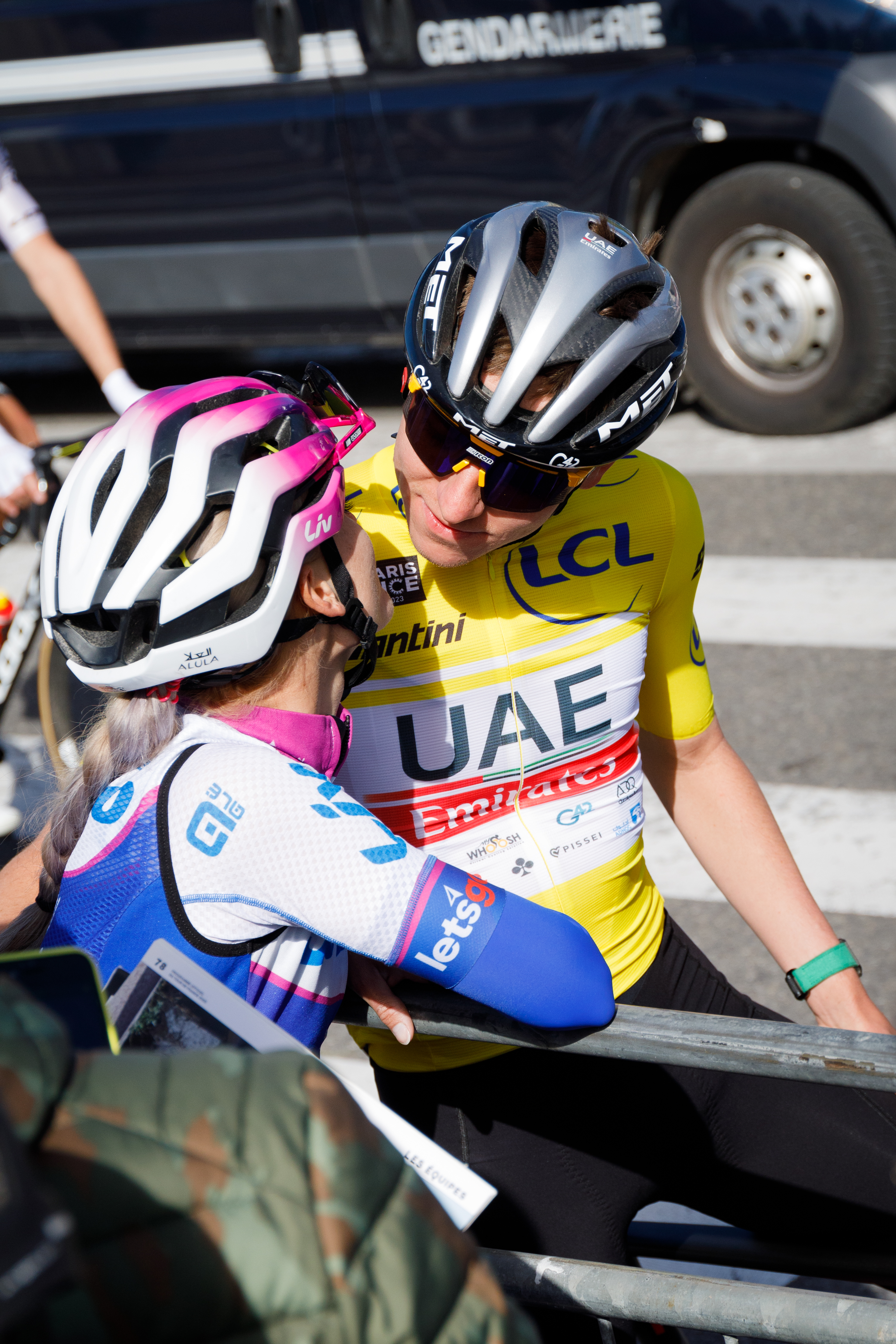
Žigart en Pogačar tijdens Parijs-Nice 2023.

Žigart heeft een relatie met wielrenner Tadej Pogačar. Op 22 juni 2023 werden ze beiden op dezelfde dag Sloveens kampioen tijdrijden.

## Palmares

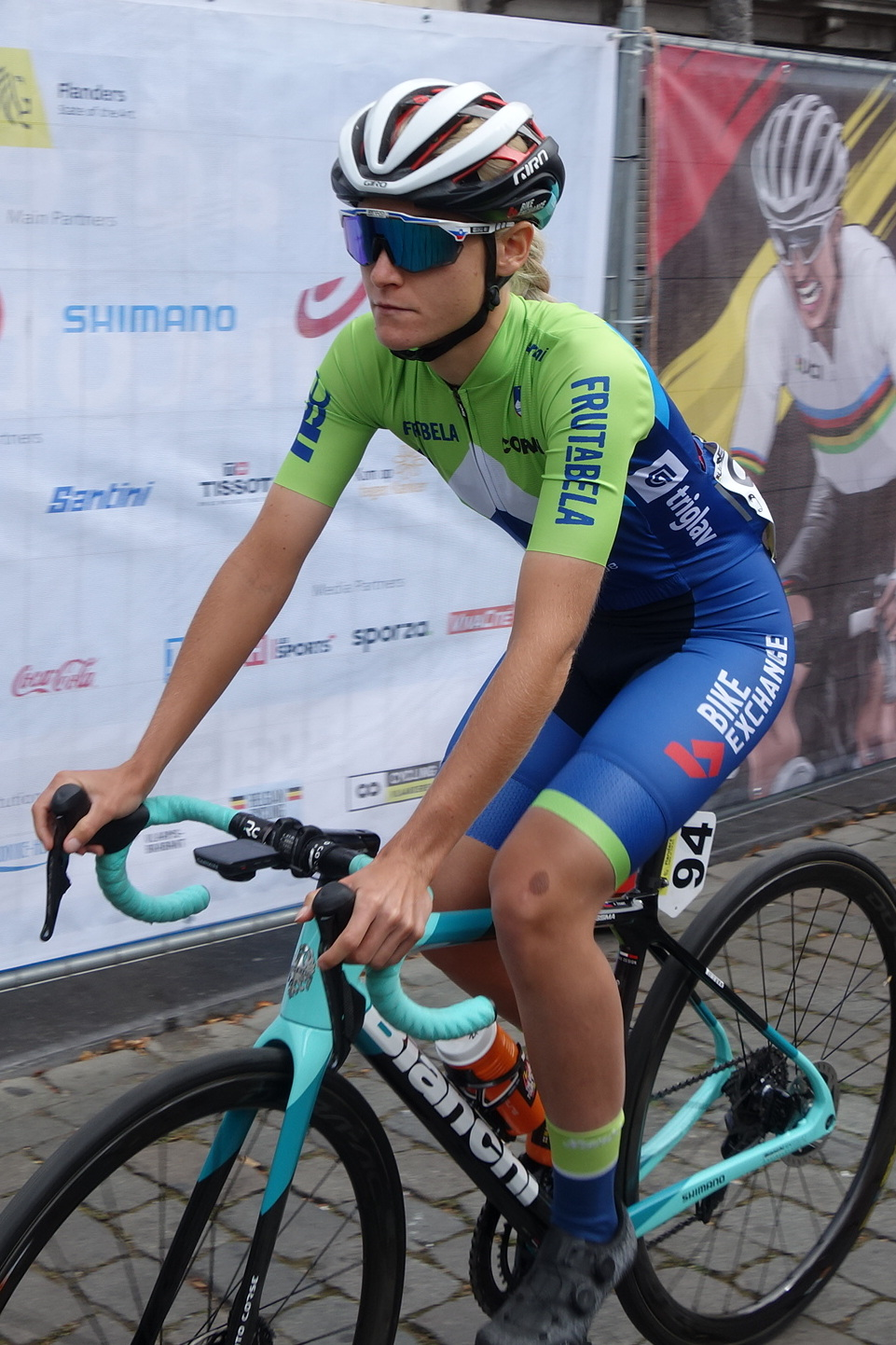
Urška Žigart namens Slovenië bij de start van het WK op de weg in Antwerpen in 2021.

2020
 Sloveens kampioene tijdrijden
2021
4e etappe Setmana Ciclista Valenciana
 Sloveens kampioenschap tijdrijden
2022
 Sloveens kampioene tijdrijden
2023
 Sloveens kampioene tijdrijden
 Sloveens kampioenschap op de weg
2024
 Sloveens kampioene tijdrijden
 Sloveens kampioene wegrit

### Resultaten in voornaamste wedstrijden
| Jaar | Ronde van Italië | Ronde van Frankrijk | Ronde van Spanje |
| ---- | ---------------- | ------------------- | ---------------- |
| 2018 | 63e              |                     |                  |
| 2019 | 50e              |                     |                  |
| 2020 | 78e              |                     |                  |
| 2021 |                  |                     |                  |
| 2022 |                  | 29e                 |                  |
| 2023 | opgave           |                     | 40e              |
| 2024 |                  |                     |                  |
| 2025 | 9e               |                     |                  |

| Jaar | Milaan-San Remo | Amstel Gold Race | Luik-Bast.‑Luik | Omloop Het Nieuwsblad | Waalse Pijl |  | WK op de weg |
| ---- | --------------- | ---------------- | --------------- | --------------------- | ----------- |  | ------------ |
| 2018 |                 | 79e              |                 | 83e                   | 55e         |  | 67e          |
| 2019 |                 |                  | 87e             | 84e                   | opgave      |  | opgave       |
| 2020 |                 |                  |                 |                       |             |  | 105e         |
| 2021 |                 |                  |                 |                       |             |  | opgave       |
| 2022 |                 |                  |                 |                       | 59e         |  |              |
| 2023 |                 | 82e              | 64e             |                       | 43e         |  | opgave       |
| 2024 |                 |                  | 32e             |                       | 40e         |  | 24e          |
| 2025 | 49e             |                  | 38e             |                       |             |  |              |

### Resultaten in kleinere etappekoersen
| Jaar | Ronde van de VAE | Ronde van het Baskenland | Ronde van Zwitserland | Ronde van Romandië | Ronde van Burgos | Ronde van Scandinavië |
| ---- | ---------------- | ------------------------ | --------------------- | ------------------ | ---------------- | --------------------- |
| 2019 |                  |                          |                       |                    | 7e               |                       |
| 2020 |                  |                          |                       |                    |                  |                       |
| 2021 |                  |                          | 44e                   |                    |                  |                       |
| 2022 | 19e              | 30e                      | 37e                   | 49e                |                  |                       |
| 2023 | opgave           |                          | 7e                    | 32e                | 63e              | 38e                   |
| 2024 |                  | 28e                      | 9e                    | 41e                |                  |                       |
| 2025 | 73e              | 16e                      | 5e                    | ↑                  |                  |                       |

## Ploegen
- 2015 –  BTC City Ljubljana
- 2016 –  BTC City Ljubljana
- 2017 –  BTC City Ljubljana
- 2018 –  BTC City Ljubljana
- 2019 –  BTC City Ljubljana
- 2020 –  Alé BTC Ljubljana
- 2021 –  Team BikeExchange
- 2022 –  Team BikeExchange Jayco
- 2023 –  Team Jayco AlUla
- 2024 –  Liv AlUla Jayco
- 2025 –  AG Insurance-Soudal

Bastianelli · Boogaard · Bravec · Bujak · Chursina · García · Guderzo · Maneephan · Pintar · Trevisi · Yonamine · Žigart
Allen · Brown · Campbell · Ensing · Fidanza · Kennedy · Roberts · Roy · Santesteban · Spratt · Tenniglo · Williams · Žigart
Allen · Baker · Campbell · Faulkner · Fidanza · Kessler · Manly · Roseman-Gannon · Santesteban · Spratt · Tan · Williams · Žigart
Allen · Baker · Campbell · Faulkner · Gåskjenn · Howe · Kessler · Manly · Pate · Paternoster · Polites · Roseman-Gannon · Santesteban · Tan · Žigart
Andersson · Baker · Campbell · García · Gåskjenn · Howe · Korevaar · Manly · Pate · Paternoster · Roseman-Gannon · Smulders · Ton · Trevisi · Wyllie · Žigart
Bastiaenssen · Benito · Bentveld · Borgström · Bossuyt (vanaf 14/6) · Castrique · De Schepper · Ghekiere · Gigante · Goossens · Le Court · Louw · Manly · Masetti · Moolman-Pasio · Pluimers · Steigenga · Van de Velde · Verhulst-Wild · Žigart